# Elsi Katainen
Elsi Kaarina Katainen (17 de desembre del 1966) és una política finlandesa del Partit Centre, diputada al Parlament Europeu des del 2018. El seu partit forma part de l'Aliança dels Liberals i Demòcrates per Europa.

## Activitat parlamentària
Katainen fou diputada a l'Eduskunta des del 2007 fins al 2018.
Fou candidata en les eleccions al Parlament Europeu del 2014, sense arribar a ser elegida. Tanmateix, després del nomenament de l'eurodiputat Hannu Takkula al Tribunal de Comptes Europeu el març del 2018, Katainen ocupà el seu escó durant la resta del mandat. Entre el 2018 i el 2019 fou membre de la Comissió de Comerç Internacional. Després de les eleccions del 2019, passà a la Comissió d'Agricultura i Desenvolupament Rural.
Forma part de la delegació del Parlament Europeu a la Comissió Parlamentària de Cooperació UE-Rússia. Així mateix, forma part de l'intergrup del Parlament Europeu sobre canvi climàtic, biodiversitat i desenvolupament sostenible i el grup de Diputats al Parlament Europeu contra el Càncer.
Com a ponent d'un dictamen sobre Horitzó Europa, en la comissió secundària sobre agricultura, defensà «sistemes alimentaris neutres en carboni, resilients i residu zero abans del 2035», la recerca bàsica en el pilar de ciència oberta i el paper de la silvicultura en una bioeconomia circular.